# Жовтецевоцвіті
Жовтецевоцвіті (Ranunculales) — порядок квіткових рослин. Порядок розглядають як групу, що виникла від спільного з магнолієцвітими предка і в процесі еволюції розвивалась паралельно з ними, але розвиток якої пішов у бік переважно трав'янистих форм. Належить до базальних евдикотів. До порядку, що налічує у світі понад 4300 дикоростучих видів, відносять 7 родин (за APG IV). 
В Україні зростають види трьох родин: 
барбарисові (Berberidaceae): барбарис звичайний (Berberis vulgaris L.) і оставник одеський (Gymnospermium odessanum (DC.) Takht.)
макові (Papaveraceae): ≈ 38 видів
жовтецеві (Ranunculaceae): ≈ 149 видів